# Możejki (rejon wileński)
Możejki (lit. Mažeikiai) – wieś na Litwie, w okręgu wileńskim, w rejonie wileńskim, w gminie Mickuny, przy linii kolejowej Nowa Wilejka – Turmont, w pobliżu granic Wilna.

## Historia
W dwudziestoleciu międzywojennym leżały w Polsce, w województwie wileńskim, w powiecie wileńsko-trockim, w gminie Mickuny. W 1931 miejscowość liczyła:
- wieś – 116 mieszkańców, zamieszkałych w 17 budynkach,
- leśniczówka – 14 mieszkańców, zamieszkałych w 3 budynkach[2].

Po II wojnie światowej w granicach Związku Sowieckiego. Od 1991 na niepodległej Litwie.